# Le Ménil-Bérard
Le Ménil-Bérard is een gemeente in het Franse departement Orne (regio Normandië) en telt 70 inwoners (2009). De plaats maakt deel uit van het arrondissement Mortagne-au-Perche.

## Geografie
De oppervlakte van Le Ménil-Bérard bedraagt 7,1 km², de bevolkingsdichtheid is dus 9,9 inwoners per km².
De onderstaande kaart toont de ligging van Le Ménil-Bérard met de belangrijkste infrastructuur en aangrenzende gemeenten.

## Demografie
Onderstaande figuur toont het verloop van het inwonertal (bron: INSEE-tellingen).